# Stazione di Castiglione
La stazione di Castiglione è stata una fermata ferroviaria posta lungo la ex linea ferroviaria a scartamento ridotto Porto San Giorgio-Fermo-Amandola chiusa il 27 agosto 1956. Serviva la località di Castiglione, frazione di Fermo.

## Caratteristiche
La fermata presentava un fabbricato a due piani a modo di casello ferroviario e due fasci di binari per consentire le coincidenze dei treni provenienti dalla piazza di Fermo e quelli che facevano servizio sulla linea fino ad Amandola.

## Stato attuale
Il fabbricato del casello esiste ancora oggi ma in condizioni precarie.